# スピノサスモモ

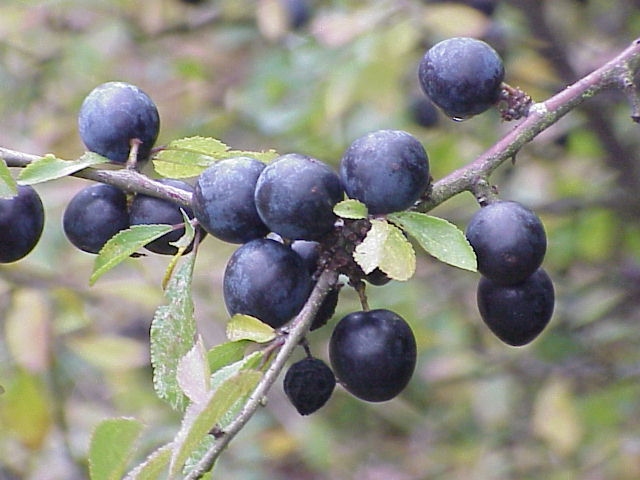
果実

スピノサスモモ (Prunus spinosa) またはスピノーサスモモはスモモ属の低木、または小高木である。
ヨーロッパ、西アジア、北アフリカに自生。両性花で、濃紫色のスロー（英: sloe）と呼ばれる果実をつける。果実は英国などでスロー・ジンというリキュールの材料となるほか、木材は杖、特にアイルランド伝統の棍棒杖に利用される。

## 語源
種小名 spinosa は、ラテン語でトゲ状を意味する。英名 blackthorn は黒い樹皮とトゲ (thorn) に由来するといわれる。果実の英名 sloe は、古英語の slāhから来ており、ドイツ語 Schlehe シュレーエを含めゲルマン語派の各言語に同源語がみられる。

## 和名
スピノサスモモという和訳名が、学究論文や政府（農林水産省植物防疫所報告等）などで確認できる。
慣習的に blackthorn （仏：prunelle）は、「リンボク（の一種）」などと和訳されるが、リンボク（Prunus spinulosa）は日本原産の別種である。
またトゲスモモと訳す文献も散見できる。

## 利用
食用
果実は小さいスモモに似ていて、保存食に向くが、（ヨーロッパで行われているように凍らせなければ）いくらか酸っぱい。アルプスで見つかったアイスマン（紀元前3300年頃）の遺体現場からも一果が発見されている。
イギリスではこの実を使ってスロー・ジンというリキュールが作られるが、現在はジンの代用として安価なグレーンスピリッツが用いられることが多い。スペインのナバラ州ではスローを使ってパチャランという人気の果実酒を作る。スローからはジャムも作られるし、酢漬けにすれば日本の梅干しのようなものになる。
20世紀前半頃まで、ジュースが偽造ポートワインに使用されていたり、19世紀末頃までその葉を不正に紅茶に混入することもおこなわれていた。
木材
アイルランドでは伝統的にまっすぐ伸びたスピノサスモモの幹が杖や棍棒に使われる。王立アイルランド連隊の士官は、スピノサスモモの杖を持つのが伝統である。
燃料
煙が少なく、ゆっくり燃えることから薪として重宝された。
インク、染料
中世のユダヤ教学者ラシが樹液をインクとして使用した。
果汁は赤みがかっているが、染めると長持ちするペールブルーとなる。
牧畜
スピノサスモモは生垣や野鳥猟用の茂みの用途でも植えられる。スピノサスモモの藪は家畜類の小さな傷の主な原因となり、この傷はスピノサスモモが取り去られない限り続き、化膿することもある。

## 生態系
葉はチョウ目の幼虫（例：チョウセンメスアカシジミ Thecla betulae）の餌となる。